# Малгельдинський сільський округ
Малгельди́нський сільський округ (каз. Малкелді ауылдық округі, рос. Малгельдинский сельский округ) — адміністративна одиниця у складі Аягозького району Абайської області Казахстану. Адміністративний центр та єдиний населений пункт — село Корик.
Населення — 521 особа (2021; 1003 у 2009, 1677 у 1999, 2415 у 1989).
Станом на 1989 рік існували Малкельдинська сільська рада (села Журимбай, Корик, Кур, Соціал) та Жоргинська сільська рада (села Жорга, Карадин) колишнього Чубартауського району. 2013 року до складу округу була включена територія ліквідованого Жоргинського сільського округу (село Жорга).
Село Жорга було ліквідовано 2019 року.

## Склад
До складу округу входять такі населені пункти:
| Населений пункт | Старі назви | Населення, осіб (1989) | Населення, осіб (1999) | Населення, осіб (2009) | Населення, осіб (2021) |
| --------------- | ----------- | ---------------------- | ---------------------- | ---------------------- | ---------------------- |
| Жорга, село     | -           | 759                    | 492                    | 132                    | -                      |
| Журимбай, село  | -           | 112                    | -                      | -                      | -                      |
| Карадин, село   | -           | 107                    | -                      | -                      | -                      |
| Корик, село     | -           | 1177                   | 1185                   | 871                    | 521                    |
| Кур, село       | -           | 149                    | -                      | -                      | -                      |
| Соціал, село    | -           | 111                    | -                      | -                      | -                      |